# Runcu, Constanța
Runcu (în trecut Terzichioi, în turcă Terziköy) este un sat în comuna Pantelimon din județul Constanța, Dobrogea, România. Se află în partea de nord a județului,  în Podișul Casimcei. La recensământul din 2002 avea o populație de 466 locuitori.